# 吉尔吉斯斯坦总理
吉尔吉斯斯坦部长会议主席，是吉尔吉斯斯坦的政府首脑。2010年前，吉尔吉斯斯坦总统的权力远远大于总理；2010年宪法公民投票后，国家过渡到议会制，总统很多的权力交给了议会和内阁。
总统可以任命临时总理，他的任命为代总理。代总理经过议会通过为正式的总理，然后由总理组成的责任内阁。2021年5月5日，总理职称改为部长会议主席。

## 吉尔吉斯斯坦总理

### 1991年至今
| #  | 名                               | 就任           | 退任           | 备注                                 |
| -- | -------------------------------- | -------------- | -------------- | ------------------------------------ |
| 1  | 纳西尔丁·伊萨诺夫                | 1991年1月21日  | 1991年11月29日 | 自動車事故死亡                       |
| 2  | 安德烈·约尔丹 (代)               | 1991年11月29日 | 1992年2月10日  |                                      |
| 3  | 图尔松别克·琴格舍夫              | 1992年2月10日  | 1993年12月13日 | 1992年2月26日前代行                  |
| 4  | 阿尔曼别特·马图布赖莫夫 (代)     | 1993年12月13日 | 1993年12月14日 |                                      |
| 5  | 阿帕斯·朱马古洛夫                | 1993年12月14日 | 1998年3月14日  |                                      |
| 6  | 库巴尼奇别克·茹马利耶夫          | 1998年3月14日  | 1998年12月23日 | 1998年3月25日前代行                  |
| 7  | 鲍里斯·西拉耶夫 (代)             | 1998年12月23日 | 1998年12月25日 |                                      |
| 8  | 茹马别克·伊布赖莫夫              | 1998年12月25日 | 1999年4月4日   | 任内去世                             |
| 9  | 鲍里斯·西拉耶夫 (代)             | 1999年4月4日   | 1999年4月12日  |                                      |
| 10 | 阿曼格尔德·穆拉利耶夫            | 1999年4月12日  | 2000年12月21日 | 1999年4月21日前 2000年12月11日后代行 |
| 11 | 库尔曼别克·巴基耶夫              | 2000年12月21日 | 2002年5月22日  |                                      |
| 12 | 尼古拉·塔纳耶夫                  | 2002年5月22日  | 2005年3月25日  | 2002年5月30日前代行                  |
| 13 | 库尔曼别克·巴基耶夫              | 2005年3月25日  | 2005年8月15日  | 2005年3月28日前代行                  |
| 14 | 费利克斯·库洛夫                  | 2005年8月15日  | 2007年1月29日  | 2006年9月1日前 同年12月19日后代行    |
| 15 | 阿齐姆·伊萨别科夫                | 2007年1月29日  | 2007年3月29日  |                                      |
| 16 | 阿尔马兹别克·阿坦巴耶夫          | 2007年3月29日  | 2007年11月28日 | 2007年3月30日前代行                  |
| 17 | 伊斯坎德尔别克·艾达拉利耶夫 (代) | 2007年11月28日 | 2007年12月24日 |                                      |
| 18 | 伊戈尔·丘季诺夫                  | 2007年12月24日 | 2009年10月21日 |                                      |
| 19 | 达尼亚尔·乌谢诺夫                | 2009年10月21日 | 2010年4月7日   |                                      |
| 20 | 阿尔马兹别克·阿坦巴耶夫          | 2010年12月17日 | 2011年9月23日  |                                      |
| 21 | 奥穆尔别克·巴巴诺夫 (代)         | 2011年9月23日  | 2011年11月14日 |                                      |
| 22 | 阿尔马兹别克·阿坦巴耶夫          | 2011年11月14日 | 2011年12月1日  | 復任                                 |
| 23 | 奥穆尔别克·巴巴诺夫              | 2011年12月1日  | 2012年9月1日   |                                      |
| 24 | 阿雷·卡拉舍夫                    | 2012年9月1日   | 2012年9月5日   | 第一副总理代理                       |
| 25 | 然托罗·萨特巴尔季耶夫            | 2012年9月6日   | 2014年3月25日  |                                      |
| 26 | 焦马尔特·奥托尔巴耶夫            | 2014年3月25日  | 2015年5月1日   |                                      |
| 27 | 捷米尔·萨里耶夫                  | 2015年5月1日   | 2016年4月13日  |                                      |
| 28 | 索隆拜·熱恩別科夫                | 2016年4月13日  | 2017年8月22日  |                                      |
| 29 | 穆罕默德卡雷·阿布爾加濟耶夫      | 2017年8月22日  | 2017年8月25日  | 第一副總理代理                       |
| 30 | 薩帕爾·伊薩科夫                  | 2017年8月25日  | 2018年4月20日  |                                      |
| 31 | 穆罕默德卡雷·阿布爾加濟耶夫      | 2018年4月20日  | 2020年6月15日  |                                      |
| 32 | 库巴特别克·博罗诺夫              | 2020年6月16日  | 2020年10月6日  |                                      |
| 33 | 阿爾馬茲別克·巴特爾別科夫        | 2020年10月9日  | 2020年10月14日 | 最高議會任命代理                     |
| 34 | 萨德尔·扎帕罗夫                  | 2020年10月6日  | 2020年11月14日 |                                      |
| 35 | 阿爾喬姆·諾維科夫                | 2020年11月14日 | 2021年2月3日   | 最高議會任命代理                     |
| 36 | 烏盧克別克·馬里波夫              | 2021年2月3日   | 2021年10月12日 |                                      |
| 37 | 阿克尔别克·扎帕罗夫              | 2021年10月12日 | 2024年12月16日 |                                      |
| 38 | 阿德尔别克·卡瑟马利耶夫          | 2024年12月16日 | 现任           |                                      |

## 关联項目
- 吉尔吉斯斯坦总统